# Cephalota litorea
Cephalota litorea é uma espécie de insetos coleópteros pertencente à família Carabidae.
A autoridade científica da espécie é Forskål, tendo sido descrita no ano de 1775.
Trata-se de uma espécie presente no território português.